# Brabham BT20
La Brabham BT20 è un'autovettura da Formula 1 realizzata dalla Brabham nel 1966.

## Tecnica
La BT20 fu sviluppata da Jack Brabham e Ron Tauranac ed era dotata di un telaio spaceframe multi-tubolare in alluminio ricoperto da una carrozzeria in fibra di vetro. Il propulsore che la equipaggiava era un Repco V8 3.0 da 311 cv di potenza derivato da un modello creato dalla Oldsmobile.

## Attività sportiva
La vettura partecipò alle edizioni del 1966 e del 1967 del campionato del mondo di Formula 1 e contribuì in maniera decisiva alla vittoria in entrambe. Il primo anno vi furono 5 podi ad opera di Jack Brabham e Denny Hulme, mentre nel secondo fu solo quest'ultimo a conquistare un podio ed una vittoria.